# Monocentropus lambertoni
Monocentropus lambertoni is een spinnensoort in de taxonomische indeling van de vogelspinnen (Theraphosidae).
Het dier behoort tot het geslacht Monocentropus. De wetenschappelijke naam van de soort werd voor het eerst geldig gepubliceerd in 1922 door Jean-Louis Fage.